# Victor Victoria (comédie musicale)
Pour l’article homonyme, voir Victor Victoria.
Victor Victoria est une comédie musicale américaine, inspirée du film homonyme de Blake Edwards et créée au Marquis Theatre de Broadway le 25 octobre 1995 avec Julie Andrews dans les rôles-titre.

## Synopsis
Dans les années 1930 à Paris, Victoria Grant, une chanteuse classique, ne trouve plus aucun contrat. Alors qu'elle touche le fond, elle rencontre un homosexuel quinquagénaire, Carroll Todd dit Toddy, qui imagine de la faire passer pour un homme, spécialisé dans les spectacles de travestis. Sous le nom de Victor Grazinski, elle connaît un immense succès dans les cabarets parisiens, au point d'attirer l'attention de King Marchand, un producteur de spectacles venu d'Amérique, en lien avec la mafia de Chicago, grand amateur de femmes et qui est extrêmement troublé de se sentir attiré par celle qu'il croit être un homme.

## Fiche technique
- Titre : Victor Victoria
- Livret : Blake Edwards  d'après le film homonyme de Blake Edwards
- Lyrics : Leslie Bricusse
- Musique : Henry Mancini
  - Chansons additionnelles : Frank Wildhorn (Trust Me, Louis Says, Living in the Shadows) et Leslie Bricusse (Who Can I Tell?)
- Mise en scène :  Blake Edwards
- Chorégraphie : Rob Marshall
- Décors : Robin Wagner
- Costumes : Willa Kim
- Production : Blake Edwards, Tony Adams, John Scher
- Sociétés de production : Endemol Theatrical Productions, Polygram Broadway Ventures
- Date de première représentation : 25 octobre 1995
- Date de dernière  représentation : 27 juillet 1997
- Nombre de représentations consécutives : 738

## Distribution originale
- Julie Andrews : Victoria Grant / comte Victor Grazinski
- Robert Preston : Carroll « Toddy » Todd
- James Garner : King Marchand
- Rachel York : Norma Cassidy
- Michael Cripe : Richard Di Nardo
- Adam Heller : Henri Labisse
- Gregory Jbara : « Squash » Bernstein
- Richard B. Shull : André Cassell
- Ken Land : Sal Andretti

## Numéros musicaux

### Acte I
- Paris by Night - Toddy et les Boys
- If I Were a Man - Victoria
- Trust Me - Toddy et Victoria
- Le Jazz Hot! - Victor et Ensemble
- The Tango - Victor et Norma
- Paris Makes Me Horny - Norma
- Crazy World ou Who Can I Tell? - Victoria [1]

### Acte II
- Louis Says - Victor et Ensemble
- King's Dilemma - King
- Apache - Les Boys
- You and Me  - Toddy et Victor
- Paris by Night (reprise) - Street Singer
- Almost a Love Song - King et Victoria
- Chicago, Illinois - Norma et les Girls
- Living in the Shadows - Victoria
- Victor Victoria - Victoria, Toddy et Ensemble

## Distinctions

### Récompenses
- Drama Desk Awards 1996 :
  - Meilleure actrice dans une comédie musicale : Julie Andrews
  - Meilleure actrice de second rôle dans une comédie musicale : Rachel York

### Nominations
- Tony Award 1996 de la meilleure actrice dans une comédie musicale : Julie Andrews
- Drama Desk Award 1996 des meilleurs décors pour une comédie musicale : Robin Wagner

## Discographie
- Victor Victoria, CD, Philips, 1995
- Victor Victoria, The Original Broadway Cast Production, DVD et Blu-Ray, 2000 et 2010

## Commentaires
- De nouvelles chansons ont été composées spécialement pour le spectacle par Henry Mancini : Paris by Night, If I Were a Man, The Tango, Paris Makes Me Horny, King's Dilemma,  Apache,  Almost a Love Song et Victor Victoria. Ont été conservées du film You and Me, Chicago, Illinois, Crazy World et  Le Jazz Hot!. Quatre chansons supplémentaires ont été composées après la mort de Mancini en 1994 : Trust Me, Living in the Shadows  et Louis Says (destinée à remplacer The Shady Dame from Seville) par Franck Wildhorn et Who Can I Tell? de Leslie Bricusse (destinée à remplacer Crazy World lorsque Liza Minnelli reprit le rôle).
- Souhaitant prendre quelques vacances après plus d'un an de représentations, Julie Andrews est remplacée par Liza Minnelli à partir du 12 janvier 1997[2]. Elle reprend par la suite son rôle mais, victime de problème vocaux, laisse rapidement sa place à Raquel Welch.